# Uber Arena
Die Uber Arena (bis 2015: O2 World Berlin, bis März 2024: Mercedes-Benz Arena) ist eine Mehrzweckhalle in Berlin, in der Sportveranstaltungen wie Eishockey und Basketball sowie Konzerte und sonstige Veranstaltungen stattfinden. Mit bis zu 17.000 Sitz- und Stehplätzen, 59 Zuschauersuiten und rund 2000 Parkplätzen ist die Uber Arena nach der Lanxess Arena die zweitgrößte Multifunktionsarena Deutschlands.

## Lage und Bau
Die Halle liegt an der Mühlenstraße im Berliner Ortsteil Friedrichshain des Bezirks Friedrichshain-Kreuzberg. Auf dem Gelände stand früher der Schlesische Güterbahnhof, nach 1945 umbenannt in Ostgüterbahnhof. Auf diesem weitläufigen Gelände wurden im Rahmen des umstrittenen Mediaspree-Bebauungsplans neben der Halle auch Kinos, ein Casino, ein Hotel, Restaurants und ein Einkaufszentrum errichtet. Der Bauherr und Investor war die Anschutz Entertainment Group, die weltweit Stadien, Hallen und Theater betreibt und bewirbt.

## Namen
Das Unternehmen Telefónica Germany (O2) war der erste Namenssponsor der O2 World Berlin, die in einem Stadtplanungskonzept des Jahres 2001 noch als Berlin National Arena geführt wurde, bereits vor der Grundsteinlegung im Jahr 2006. Über die Laufzeit (10–15 Jahre) gab es unterschiedliche Angaben, ebenso über den Kaufpreis, der zwischen 15 Millionen Euro und einem dreistelligen Millionen-Betrag gelegen haben soll.
Im Sommer 2015 wurde die Halle in Mercedes-Benz Arena umbenannt. Dabei wurde das Erscheinungsbild der Halle verändert, neben der Auswechslung der Schriftzüge gab es neue Farben im Innen- und Außenbereich und einen Umbau der Fluchttreppenhäuser. Die Mercedes-Benz Group gab die Namensrechte vorzeitig ab.
Daraufhin erwarb der Fahrdienstvermittler Uber im Januar 2024 die Namensrechte an der Arena. Die Halle heißt seit dem 22. März 2024 Uber Arena. Der Platz vor der Halle, 2018 als Mercedes-Platz angelegt, heißt seit März 2025 offiziell Uber-Platz.

## Nutzung
Die Halle wird regelmäßig für sportliche Großveranstaltungen genutzt:
- Basketball
  - Heimspielstätte von Alba Berlin
  - Final Four der EuroLeague 2008/09, 2015/16, 2023/24
  - Europameisterschaft 2015 und 2022
  - VBL-Supercup 2016
- Darts
  - Premier League Darts (2018, 2019, 2022, 2023, 2024)
- Eishockey
  - Heimspielstätte der Eisbären Berlin
- Handball
  - Weltmeisterschaft der Männer 2019
  - Handball-Europameisterschaft der Männer 2024
- Leichtathletik
  - ISTAF Indoor (seit 2014)
- Volleyball
  - VBL-Supercup 2016
- Professional Wrestling
  - WWE SmackDown und WWE Bash in Berlin
- E-Sport
  - StarLadder Major: Berlin 2019
- Fußball
  - Eligella Cup 2023[6]

In der Halle finden oft Konzerte statt. Im Pollstar Ranking der Besucherzahlen bei Konzerten lag die Halle 2019 deutschlandweit auf dem 4., europaweit auf dem 20. und weltweit auf dem 70. Platz.
Sie wird auch für sonstige Events und als Versammlungsraum genutzt, beispielsweise für die MTV Europe Music Awards 2009 oder das Finale 2015 der League of Legends Weltmeisterschaften.

## Verkehrsanbindung
Die Arena ist über die nahegelegenen Bahnhöfe oder Haltestellen Ostbahnhof (S-Bahn, Regionalzüge, Fernzüge, Bus, Nachtbus) und Warschauer Straße (S- und U-Bahn, Straßenbahn, Bus) an das Verkehrsnetz des öffentlichen Personennahverkehrs angebunden. Außerdem gibt es eine eigene Schiffsanlegestelle an der Spree.

## Technische Daten
- Gesamtfläche: 60.000 m²
- Bruttorauminhalt: 500.000 m³
- Länge: 160 m
- Breite: 130 m
- Höhe: 35 m
- Eishockey-Spielfeld: 60 m × 30 m
- Bis zu 17.000 Sitz- und Stehplätze[11]

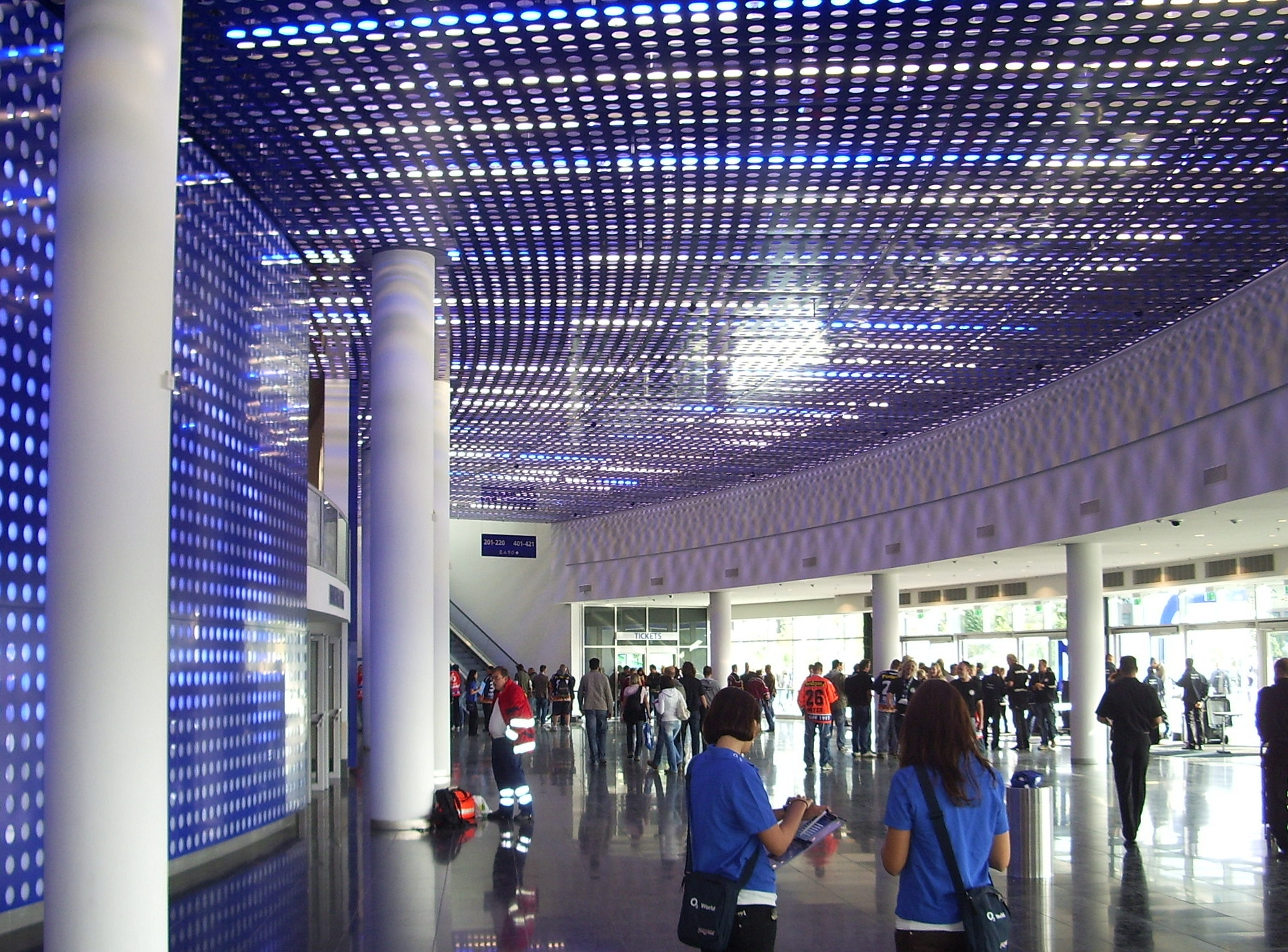
Foyer, 2008
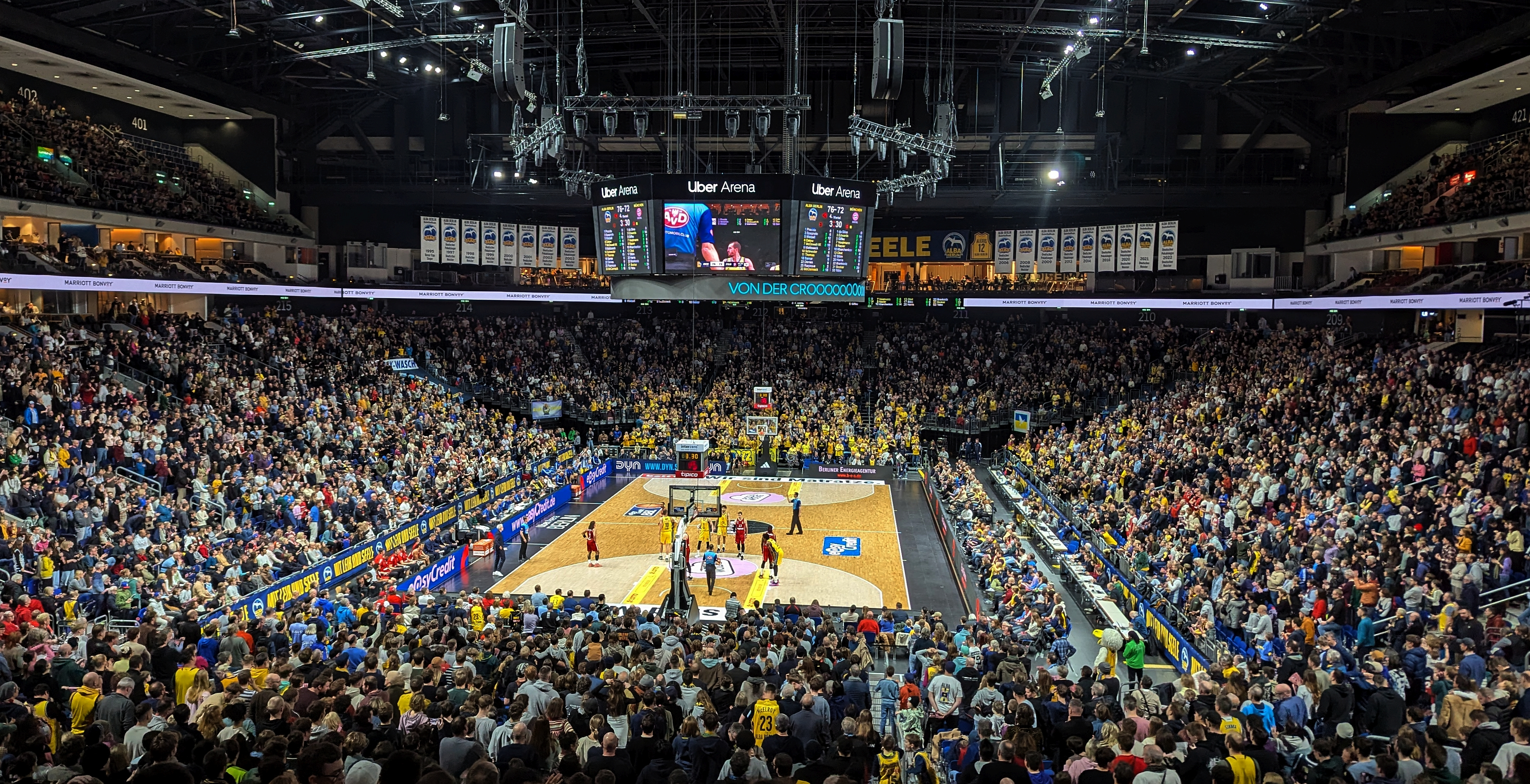
Basketball, 2025
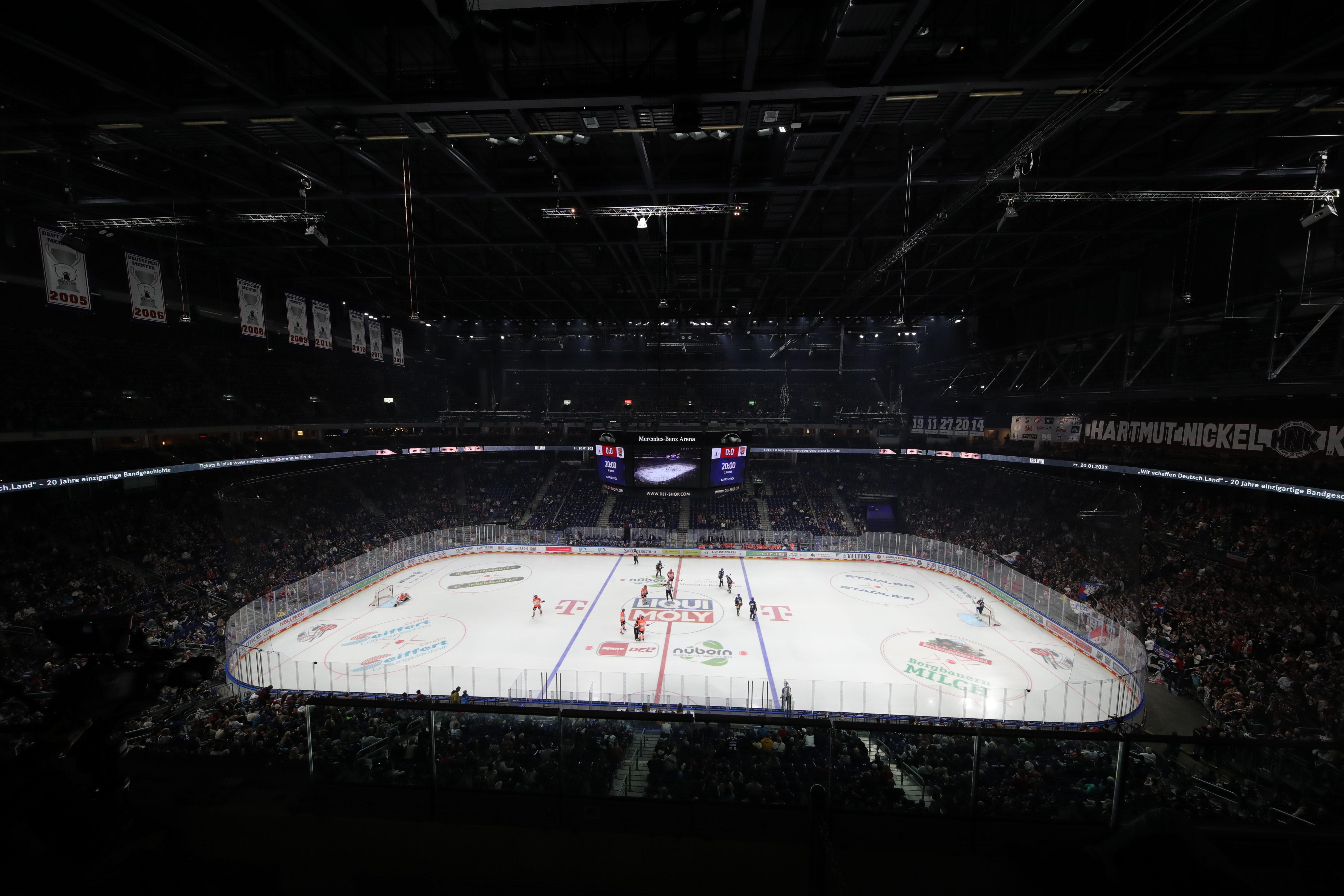
Eisfläche, 2022
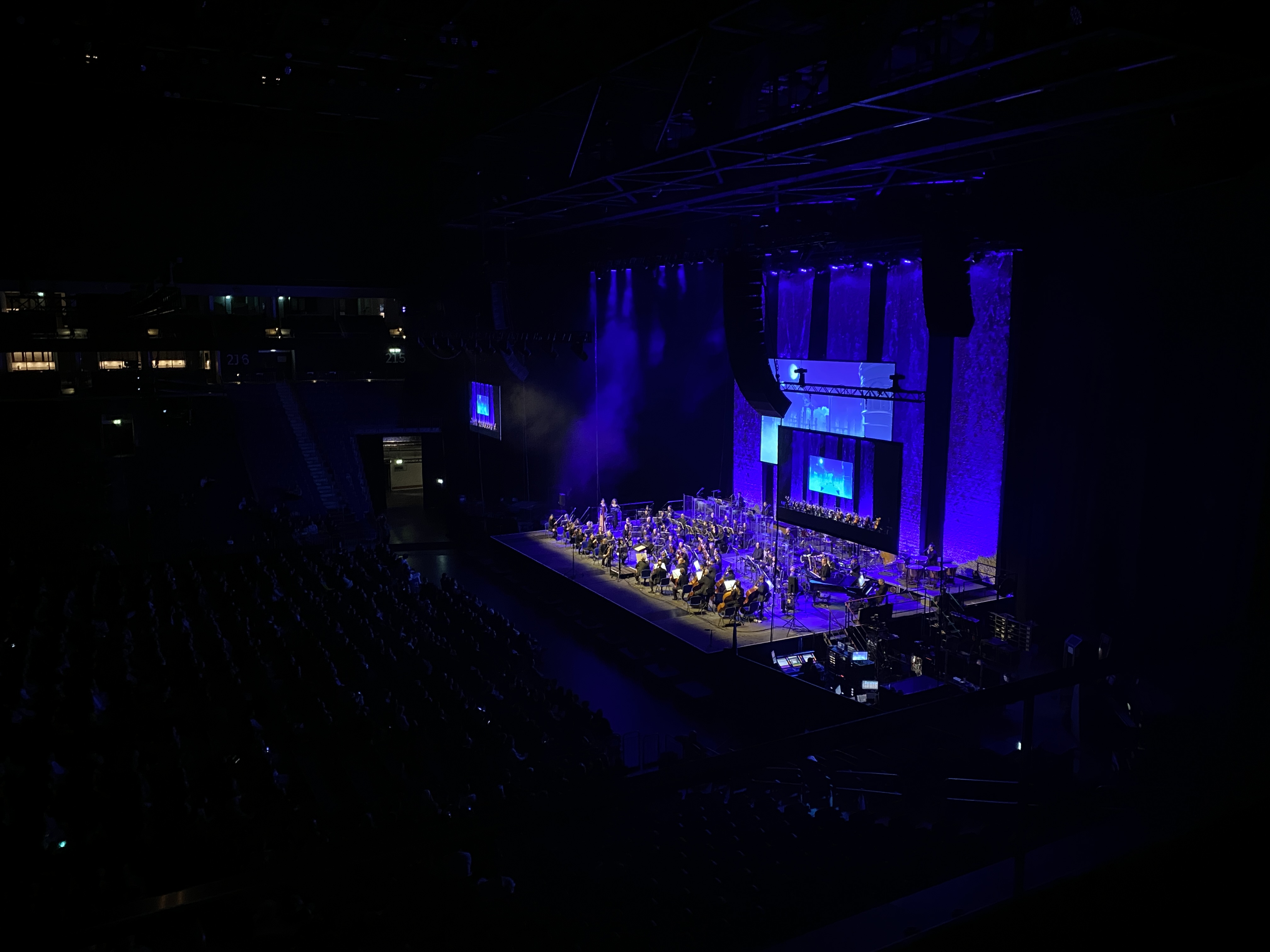
Konzert, 2024

## Kritik
Bereits vor der Fertigstellung wurde das Bauprojekt mehrfach kritisiert. Schon die Grundsteinlegung war von einer Demonstration mehrerer hundert Gegner des Mediaspree-Projektes begleitet worden. Vorgeworfen wurde der Einrichtung, maßgeblich für die fortschreitende Gentrifizierung der umliegenden Kieze verantwortlich zu sein, prekäre Arbeitsbedingungen zu schaffen und die Umgebung mit überdimensionalen Werbemonitoren abzuwerten.
Während seitens der Projektbefürworter die wirtschaftliche Aufwertung der Gegend und die nach Betreiberangaben bis zu 2000 neu entstehenden Arbeitsplätze betont wurden, verwiesen die Kritiker auf die Subventionen, mit denen das Projekt aus öffentlichen Geldern gefördert wird, während gleichzeitig die Zuschüsse für die bereits vorhandenen städtischen Veranstaltungshallen steigen würden, da diese zukünftig weniger ausgelastet sein werden.
Einige empfanden es als Ärgernis, dass ein Teil der denkmalgeschützten Reste der Hinterlandmauer East Side Gallery entfernt wurde, um einen direkten Anlegesteg an der Spree für die Veranstaltungshalle realisieren zu können.
Die Umbenennung nach dem Fahrdienstvermittler Uber wurde aus Politik und Taxigewerbe kritisiert. Der verkehrspolitische Sprecher der Berliner SPD-Fraktion, Tino Schopf, verwies auf „Lohndumping, Sozial- und Steuerbetrug im Mietwagengewerbe“ und darauf, dass sich das Geschäft für Mietwagenunternehmen auf der Vermittlungsplattform kaum wirtschaftlich betreiben lasse. Die Fahrer seien trotz Vollzeittätigkeit auf staatliche Leistungen angewiesen.

## Sonstiges
Seit Eröffnung im September 2008 erhalten alle herausragenden Künstler und Sportler, die in der Halle zu Gast sind – so bislang unter anderem Taylor Swift, Status Quo, Eric Clapton, Madonna, Beyoncé, Helene Fischer, Thirty Seconds to Mars wie auch Dirk Nowitzki oder Wladimir Klitschko, einen individuell für den jeweiligen Künstler bzw. Sportler angefertigten und von der Malerin Klio Karadim gestalteten, 35 cm großen Berliner Buddy Bären als Geschenk überreicht.
Anlässlich der Aktion Berlin leuchtet im Jahr 2013 verwandelte der Künstler Jakob Kupfer die O2 World in eine temporäre Kunstinstallation. Die verglaste Hauptfassade war mit 300.000 LED-Clustern und einer Größe von 116 m × 12 m eine der größten LED-Außen-Installationen der Welt.